# Allogonium
Allogonium, rod crvenih algi još nepoznatog taksonomskog statusa, pa su potrebna daljnja istraživanja. Postoje tri priznate vrste

## Vrste
1. Allogonium kochianum (Kützing) Kützing
2. Allogonium coeruleum (Nägeli) Hansgirg
3. Allogonium confervaceum Kützing